# Эс-Сахина
Эс-Сахина (араб. الساخنة‎) — деревня на северо-западе Иордании, расположенная на территории мухафазы Аджлун. Входит в состав района Аджлун.

## Географическое положение
Деревня находится в юго-восточной части мухафазы, в гористой местности, к востоку от реки Иордан, к северу от реки Эз-Зарка, на расстоянии приблизительно 23 километров (по прямой) к северо-западу от столицы страны Аммана. Абсолютная высота — 764 метра над уровнем моря.

## Население
По данным официальной переписи 2015 года численность население составляла 289 человек (151 мужчина и 138 женщин). В деревне насчитывалось 46 домохозяйств.
Динамика численности населения Эс-Сахины по годам:
| 1994 | 2015 |
| ---- | ---- |
| 183  | 289  |

## Транспорт
Ближайший аэропорт расположен в городе Амман.